# Pleuroprion fabulosum
Pleuroprion fabulosum är en kräftdjursart som beskrevs av Gurjanova 1955. Pleuroprion fabulosum ingår i släktet Pleuroprion och familjen Antarcturidae. Inga underarter finns listade i Catalogue of Life.